# 블루 칼라 (영화)
블루 칼라(Blue Collar)는 미국에서 제작된 폴 슈레이더 감독의 1978년 범죄, 드라마 영화이다. 리차드 프라이어 등이 주연으로 출연하였고 돈 게스트 등이 제작에 참여하였다.

## 출연

### 주연
- 리차드 프라이어
- 하비 케이틀
- 야펫 코토
- 에드 비글리 주니어

### 조연
- 해리 벨라버
- 조지 메몰리
- 레인 스미스
- 클리프 드 영
- 보라 실버

## 제작진
- 미술: 로렌스 G. 폴
- Ass-PD: 데이빗 니콜스
- 배역: 빅 라모스

## 같이 보기
- 하이스트 영화